# De Nederduytsche Grammatica ofte Spraec-konst
De Nederduytsche Grammatica ofte Spraec-konst is een omstandig taalkundig werk van de 17e-eeuwse Nederlandse grammaticus Christiaen van Heule. Het werk werd uitgegeven in 1625.
In 1633 verscheen er een tweede editie van De Spraec-konst. Deze kreeg een andere titel: De Nederduytsche spraec-konst ofte tael-beschrijvinghe.

## Inhoud
In het werk staat uitgebreid de grammatica van het toenmalige Nederlands beschreven. Hierbij baseerde Christiaen van Heule veel op de grammaticale regels uit het Latijn. Zo beschrijft hij onder meer de Nederlandse naamvallen, door hem gevallen genoemd. Deze naamvallen zijn echter geheel overgenomen uit het Latijn:
- Noemer (nominativus): de Noemer is een geval in het welk een ygelic Naemwoort niet gebogen en is als Vader, Mensch, Hemel, Goet, Swart, Beesten, Vrouwen
- Baerer (Genitivus): in den Baerer is eene buyginge welke uyt de Naemwoorden spruyt als Des Vaders, des Hemels, der Vrouwe
- Gever (Dativus): in den Gever is eene buyginge welke geschiet in het woort aen het welk iet gegeven wort als Ik geeve den Man, Men geeft den armen Dieren
- Aenklager (Accusativus): in den Aenklager is eene buyginge, welke geschiet in het woort aen het welk eene werkinge gedaen wort als Hy sloug den goeden Man, Ick hieuw den Boom ter Neer
- Rouper (Vocativus): in den Rouper blijven de woorden onverandert gelijc den Noemer als ô Mannen, ô Vrouwen
- Ofnemer (Ablativus): in den Ofnemer worden de woorden geboogen met de Voorzettinge Van, als vanden Man, van den Velde

Omdat de naamvallen rouper en ofnemer veel lijken op respectievelijk de noemer en de gever zijn ze in de vergetelheid geraakt. De andere vier naamvallen bleven nog wel een tijd gehanteerd in het (vroeg-)Nieuwnederlands.
Verder wordt in dit werk het verschil tussen hen en hun beschreven. Dit verschil wordt daarom ook wel het systeem-Van Heule genoemd.
In zijn Spraec-konst introduceerde van Heule voorts een reeks woordsoortnamen die nog steeds gebruikt worden in de ontleding van het Nederlands: naamwoord (bijvoeglijk en zelfstandig), werkwoord, voorzetsel (dat hij doorgaans nog voorvoegsel noemde) en telwoord.